# Space Cowboy (Jamiroquai)
Space Cowboy è una canzone del gruppo inglese Jamiroquai, primo singolo estratto dal loro secondo album The Return of the Space Cowboy.
Esistono due differenti versioni del brano: una è stata registrata con il basso di Stuart Zender, ha un ritmo più veloce, ed utilizza la tecnica dello slap nel ritornello. Questa versione è conosciuta come Stoned Again Mix, benché sia la versione originale. La seconda versione, presente sull'album, ha un ritmo più lento ed una linea di basso completamente differente. In questa versione il basso non è suonato da Zender, ma da un musicista identificato soltanto come Mr. X.
È stato proprio grazie al titolo di questa canzone, che la stampa inglese cominciò a chiamare Jay Kay con il nomignolo di "Space Cowboy".
La versione statunitense del singolo contiene un remix di David Morales.

## Il video
Il video prodotto per "Space Cowboy" è stato diretto da Vaughan Arnell e gira principalmente intorno a Jay Kay che danza in una stanza di colore arancio scuro con numerosi pilastri in ferro, occasionalmente intervallate da immagine del gruppo in ambienti decorati con foglie di marijuana. Nella versione americana le foglie di marijuana sono state sostituite con delle margherite, senza il consenso di Jay Kay.

## Tracce
1. Space Cowboy – 3:36
2. Journey To Arnhemland – 5:23
3. Kids – 5:08
4. Space Cowboy (Demo Version) – 4:17

## Remix ufficiali
- Space Cowboy (Album Version);
- Space Cowboy (Stoned Again Mix);
- Space Cowboy (Radio Edit) (versione più breve dello Stoned Again Mix)
- Space Cowboy (Classic Club mix);
- Space Cowboy (Classic radio edit);
- Space Cowboy (Babinstrumental);
- Space Cowboy (Mayhem & Musaphia reconstruction remix);
- Space Cowboy (Demo);
- Space Cowboy

## Classifiche
| Classifica (1994) | Posizione massima |
| ----------------- | ----------------- |
| Belgio (Fiandre)  | 49                |
| Francia           | 22                |
| Islanda           | 3                 |
| Italia            | 6                 |
| Regno Unito       | 17                |
| Svizzera          | 28                |